# هاروی نش
هاروی نش (انگلیسی: Harvey Nash) شرکت خدمات حرفه‌ای بریتانیایی است، که در سال ۱۹۸۸ تأسیس شد.